# Adelognathus nigriceps
Adelognathus nigriceps là một loài tò vò trong họ Ichneumonidae.